# ロット (自転車チーム)
ロット (Lotto) は、ベルギーに籍を置く自転車ロードレースチーム。UCIプロ・チームの一つである。

## 概要
ロットはベルギーの宝くじ公社の名称である。マシンは、2008年まではレースにリドレー（リドリー）、2009年〜2011年はキャニオンを使用した後、2012年に再びリドレーとなった。コンポーネントはカンパニョーロのスーパーレコードを使用。
2005年より共同スポンサーとなったオメガファーマ社の意向により、チーム名がよく変わった。2005年〜2006年シーズンのDavitamon-Lotto（ダヴィタモン・ロット）は栄養補助食品、2007年シーズンのPredictor Lotto（プレディクトール・ロット）は妊娠検査薬、そして2008年～2009年シーズンのSilence Lotto（サイレンス・ロット）はいびき止め薬の名に由来する。そして2010年シーズンより商品名ではなく社名のOmega Pharma Lottoにチーム名が変更された。
2012年シーズンに向け、ロットはオメガファーマとの契約を解消し、当初はリドリーとの共同スポンサーを模索したが、後に、ベルギーのサッシメーカー、ベリソルと契約を結び、ロット・ベリソルとして活動することになった。なお、リドリーは上述の通り、当チームのオフィシャルサプライヤーとして支援に回る。
なお、オメガファーマ社は、このチームのメインスポンサーとなる以前の2003年〜2004年シーズンには、Quick Step-Davitamonの共同スポンサーでもあったが、2012年シーズン、オメガファーマ・クイックステップとして共同スポンサーを復活させた。
2023年よりUCIプロ・チームへ降格となった。Webサービス会社Dstnyを共同スポンサーに迎え、チーム名はロット・ディステニーとなった。

## 主な実績

### 2005年
- ヘント〜ウェヴェルヘム　優勝　ニコ・マッタン
- ジロ・デ・イタリア　区間優勝　ロビー・マキュアン(3回)、チームポイント賞
- ツール・ド・フランス　区間優勝　ロビー・マキュアン(3回)

### 2006年
- ツール・ド・ロマンディ　総合優勝　カデル・エヴァンス
- ジロ・デ・イタリア　区間優勝　ロビー・マキュアン(3回)
- ツール・ド・フランス　ポイント賞　ロビー・マキュアン、区間優勝　ロビー・マキュアン(3回)

### 2007年
- ツール・ド・ポローニュ　総合優勝　ヨハン・ファンスュメレン
- ジロ・デ・イタリア　区間優勝　ロビー・マキュアン
- ツール・ド・フランス　区間優勝　ロビー・マキュアン
- UCIプロツアー　個人総合優勝　カデル・エヴァンス

### 2008年
- ヴァッテンフォール・サイクラシックス 優勝　ロビー・マキュアン
- ブエルタ・ア・エスパーニャ　ポイント賞　フレフ・ファン・アヴェルマート、区間優勝　フレフ・ファン・アヴェルマート

### 2009年
- パリ〜ツール 優勝　フィリップ・ジルベール
- ジロ・ディ・ロンバルディア 優勝　フィリップ・ジルベール
- ジロ・デ・イタリア　区間優勝　フィリップ・ジルベール
- 世界選手権・個人ロードレース 優勝　カデル・エヴァンス

### 2010年
- アムステルゴールドレース 優勝　フィリップ・ジルベール
- ジロ・ディ・ロンバルディア 優勝　フィリップ・ジルベール
- ジロ・デ・イタリア　山岳賞　マシュー・ロイド、区間優勝　マシュー・ロイド
- ブエルタ・ア・エスパーニャ　区間優勝　フィリップ・ジルベール

### 2016年
- パリ～ニース　区間優勝　ティム・ウェレンス(第7ステージ)
- カタルーニャ一周　山岳賞　トーマス・デ・ヘント、区間優勝　トーマス・デ・ヘント(第4ステージ)
- ジロ・デ・イタリア　区間優勝　アンドレ・グライペル(第5,7,12ステージ)、ティム・ウェレンス(第6ステージ)
- ベルギー選手権　優勝　アンドレ・グライペル（ロードレース）
- ツール・ド・フランス　区間優勝　トーマス・デ・ヘント(第12ステージ)、アンドレ・グライペル(第21ステージ)
- ツール・ド・ポローニュ　総合優勝　ティム・ウェレンス、山岳賞　ティム・ウェレンス、区間優勝　ティム・ウェレンス(第5ステージ)

### 2017年
- ツアー・ダウンアンダー　山岳賞　トーマス・デ・ヘント
- パリ～ニース　区間優勝　アンドレ・グライペル（第5ステージ）
- ジロ・デ・イタリア　区間優勝　アンドレ・グライペル（第2ステージ）
- クリテリウム・デュ・ドーフィネ　区間優勝　トーマス・デ・ヘント（第1ステージ）
- ビンクバンク・ツアー　区間優勝　ティム・ウェレンス（第6ステージ）
- ブエルタ・ア・エスパーニャ 区間優勝　トマシュ・マルチィニスキ（第6, 12ステージ）、サンダー・アルメー（第18ステージ）、トーマス・デ・ヘント（第19ステージ）
- ツアー・オブ・広西　総合優勝　ティム・ウェレンス（第4ステージ優勝）

### 2018年
- ツアー・ダウンアンダー　区間優勝　アンドレ・グライペル（第1,6ステージ）
- ストラーデ・ビアンケ　優勝　ティシュ・ベノート
- パリ〜ニース
  -  山岳賞　トーマス・デ・ヘント
  -  ポイント賞　ティム・ウェレンス
- ティレーノ〜アドリアティコ　 新人賞　ティシュ・ベノート
- ボルタ・シクリスタ・ア・カタルーニャ　区間優勝　トーマス・デ・ヘント（第3ステージ）
- ツール・ド・ロマンディ　 山岳賞、 ポイント賞、 総合敢闘賞、区間優勝　トーマス・デ・ヘント（第2ステージ）
- ジロ・デ・イタリア　区間優勝　ティム・ウェレンス（第4ステージ）
- ベルギー選手権　優勝　ヴィクトール・カンペナールツ（個人タイムトライアル）
- ヨーロッパ選手権　 優勝　ヴィクトール・カンペナールツ（個人タイムトライアル）
- ブエルタ・ア・エスパーニャ
  -  山岳賞　トーマス・デ・ヘント
  - 区間優勝　イェーレ・ワライス（第17ステージ）

### 2019年
- UAEツアー　区間優勝　カレブ・ユアン（第4ステージ）
- ティレーノ〜アドリアティコ　区間優勝　ヴィクトール・カンペナールツ（第7ステージ・個人タイムトライアル）
- ボルタ・ア・カタルーニャ  山岳賞　トーマス・デ・ヘント（第1ステージ優勝）
- ツアー・オブ・ターキー　区間優勝　カレブ・ユアン（第4,6ステージ）
- ジロ・デ・イタリア　区間優勝　カレブ・ユアン（第8,11ステージ）
- ツール・ド・フランス　区間優勝　トーマス・デ・ヘント（第8ステージ）、カレブ・ユアン（第11,16,21ステージ）
- ビンクバンク・ツアー　区間優勝　ティム・ウェレンス（第4ステージ）

### 2020年
- ツアー・ダウンアンダー　区間優勝　カレブ・ユアン（第2,4ステージ）、マシュー・ホームズ（英語版）（第6ステージ）
- UAEツアー　区間優勝　カレブ・ユアン（第2ステージ）
- ツール・ド・フランス　区間優勝　カレブ・ユアン（第3,11ステージ）
- ブエルタ・ア・エスパーニャ　区間優勝　ティム・ウェレンス（第5,14ステージ）

### 2021年
- UAEツアー　区間優勝　カレブ・ユアン（第7ステージ）
- ボルタ・ア・カタルーニャ　区間優勝　アンドレアス・クローン（英語版）（第1ステージ）、トーマス・デ・ヘント（第7ステージ）
- ジロ・デ・イタリア　区間優勝　カレブ・ユアン（第5,7ステージ）
- クリテリウム・デュ・ドフィネ　区間優勝　ブレント・ファンムール（英語版）（第1ステージ）
- ツール・ド・スイス　区間優勝　アンドレアス・クローン（英語版）（第6ステージ）
- ベネルクス・ツアー　区間優勝　カレブ・ユアン（第5ステージ）

## 2022年陣容
2022年6月28日更新
| 選手名                                             | 国籍             | 生年月日               | 前年所属チーム                   |
| -------------------------------------------------- | ---------------- | ---------------------- | -------------------------------- |
| カルロス・バルベロ (5/1から)                       | スペイン         | 1991年4月29日（34歳）  | チーム・クベカ・ネクストハッシュ |
| セドリック・ブーレンス                             | ベルギー         | 1997年1月27日（28歳）  | Sport Vlaanderen–Baloise         |
| ヴィクトール・カンペナールツ                       | ベルギー         | 1991年10月28日（33歳） | チーム・クベカ・ネクストハッシュ |
| フィリッポ・コンカ                                 | イタリア         | 1998年9月22日（26歳）  |                                  |
| ステフ・クラス                                     | ベルギー         | 1996年2月13日（29歳）  |                                  |
| ジャスパー・デブイスト                             | ベルギー         | 1993年11月24日（31歳） |                                  |
| トーマス・デ・ヘント                               | ベルギー         | 1986年11月6日（38歳）  |                                  |
| アルノー・デリー                                   | ベルギー         | 2002年3月16日（23歳）  | Lotto–Soudal U23                 |
| ジャラード・ドリズナーズ                           | オーストラリア   | 1999年5月31日（26歳）  | Hagens Berman Axeon              |
| カレブ・ユアン                                     | オーストラリア   | 1994年7月11日（31歳）  |                                  |
| フレデリック・フリソン                             | ベルギー         | 1992年7月28日（32歳）  |                                  |
| フィリップ・ジルベール                             | ベルギー         | 1982年7月5日（43歳）   |                                  |
| セバスティアン・グリニャール                       | ベルギー         | 1999年4月29日（26歳）  |                                  |
| マシュー・ホームズ                                 | イギリス         | 1993年12月8日（31歳）  |                                  |
| レイナルト・ヤンセ・ファン・レンスブルフ (5/1から) | 南アフリカ共和国 | 1989年2月3日（36歳）   | チーム・クベカ・ネクストハッシュ |
| ロジャー・クルーゲ                                 | イギリス         | 1986年2月5日（39歳）   |                                  |
| アンドレアス・クローン                             | デンマーク       | 1998年6月1日（27歳）   |                                  |
| カミル・マウェツキ                                 | ポーランド       | 1996年1月2日（29歳）   |                                  |
| シルヴァン・モニケ                                 | ベルギー         | 1998年1月14日（27歳）  |                                  |
| ミヒャエル・シュヴァルツマン                       | ドイツ           | 1991年1月7日（34歳）   | ボーラ＝ハンスグローエ           |
| リューディガー・ゼーリッヒ                         | ドイツ           | 1989年2月19日（36歳）  | ボーラ＝ハンスグローエ           |
| ハリソン・スウィーニー                             | オーストラリア   | 1998年1月10日（27歳）  |                                  |
| マキシム・ヴァンヒルス                             | ベルギー         | 1999年11月25日（25歳） |                                  |
| ブレント・ファンムール                             | ベルギー         | 1998年1月12日（27歳）  |                                  |
| ハルム・ヴァンハウケ                               | ベルギー         | 1997年6月17日（28歳）  |                                  |
| フロリアン・フェルメルシュ                         | ベルギー         | 1999年4月12日（26歳）  |                                  |
| ヴィクトール・ヴェルスハーヴェ                     | ベルギー         | 1999年8月3日（25歳）   |                                  |
| クサンドレス・ヴェルヴルーセム                     | ベルギー         | 2000年5月13日（25歳）  |                                  |
| ティム・ウェレンス                                 | ベルギー         | 1991年5月10日（34歳）  |                                  |

## 歴代陣容
| 2021年陣容                     | 2021年陣容     | 2021年陣容             | 2021年陣容                    |
| ------------------------------ | -------------- | ---------------------- | ----------------------------- |
| フィリッポ・コンカ             | イタリア       | 1998年9月22日（26歳）  | Biesse Arvedi                 |
| ステフ・クラス                 | ベルギー       | 1996年2月13日（29歳）  |                               |
| ジャスパー・デブイスト         | ベルギー       | 1993年11月24日（31歳） |                               |
| トーマス・デ・ヘント           | ベルギー       | 1986年11月6日（38歳）  |                               |
| ジョン・デゲンコルプ           | ドイツ         | 1989年1月7日（36歳）   |                               |
| カレブ・ユアン                 | オーストラリア | 1994年7月11日（31歳）  |                               |
| フレデリック・フリソン         | ベルギー       | 1992年7月28日（32歳）  |                               |
| フィリップ・ジルベール         | ベルギー       | 1982年7月5日（43歳）   |                               |
| コービー・ホーセンス           | ベルギー       | 1996年4月29日（29歳）  |                               |
| セバスティアン・グリニャール   | ベルギー       | 1999年4月29日（26歳）  | Lotto–Soudal U23              |
| マシュー・ホームズ             | イギリス       | 1993年12月8日（31歳）  |                               |
| ロジャー・クルーゲ             | イギリス       | 1986年2月5日（39歳）   |                               |
| アンドレアス・クローン         | デンマーク     | 1998年6月1日（27歳）   | Riwal Securitas Cycling Team  |
| カミル・マウェツキ             | ポーランド     | 1996年1月2日（29歳）   | CCCチーム                     |
| トーマス・マルチンスキー       | ポーランド     | 1984年3月6日（41歳）   |                               |
| シルヴァン・モニケ             | ベルギー       | 1998年1月14日（27歳）  | Groupama–FDJ Continental Team |
| ステファノ・オルダーニ         | イタリア       | 1998年1月10日（27歳）  |                               |
| ハリソン・スウィーニー         | オーストラリア | 1998年1月10日（27歳）  | Lotto–Soudal U23              |
| ヘルベン・テイセン             | ベルギー       | 1998年6月21日（27歳）  |                               |
| トッシュ・ファンデルサンド     | ベルギー       | 1990年11月28日（34歳） |                               |
| マキシム・ヴァンヒルス         | ベルギー       | 1999年11月25日（25歳） | Lotto–Soudal U23              |
| ブレント・ファンムール         | ベルギー       | 1998年1月12日（27歳）  |                               |
| ハーム・ファンフック           | ベルギー       | 1997年6月17日（28歳）  |                               |
| フロリアン・フェルメルシュ     | ベルギー       | 1999年4月12日（26歳）  |                               |
| ヴィクトール・ヴェルスハーヴェ | ベルギー       | 1999年8月3日（25歳）   | Lotto–Soudal U23              |
| クサンドレス・ヴェルヴルーセム | ベルギー       | 2000年5月13日（25歳）  | Lotto–Soudal U23              |
| ティム・ウェレンス             | ベルギー       | 1991年5月10日（34歳）  |                               |

| 2020年陣容                           | 2020年陣容     | 2020年陣容             | 2020年陣容                       |
| ------------------------------------ | -------------- | ---------------------- | -------------------------------- |
| サンデル・アルメ                     | ベルギー       | 1985年12月10日（39歳） |                                  |
| ステフ・クラス                       | ベルギー       | 1996年2月13日（29歳）  | カチューシャ・アルペシン         |
| ジャスパー・デブイスト               | ベルギー       | 1993年11月24日（31歳） |                                  |
| トーマス・デ・ヘント                 | ベルギー       | 1986年11月6日（38歳）  |                                  |
| ジョン・デゲンコルプ                 | ドイツ         | 1989年1月7日（36歳）   | トレック・セガフレード           |
| スタン・デウルフ                     | ベルギー       | 1997年12月20日（27歳） |                                  |
| ジョナサン・ディッベン               | イギリス       | 1994年2月12日（31歳）  | Madison Genesis                  |
| カレブ・ユアン                       | オーストラリア | 1994年7月11日（31歳）  |                                  |
| フレデリック・フリソン               | ベルギー       | 1992年7月28日（32歳）  |                                  |
| フィリップ・ジルベール               | ベルギー       | 1982年7月5日（43歳）   | ドゥクーニンク・クイックステップ |
| コービー・ホーセンス                 | ベルギー       | 1996年4月29日（29歳）  | Lotto–Soudal U23                 |
| カールフレドリク・ハーゲン           | ノルウェー     | 1991年9月26日（33歳）  |                                  |
| アダム・ハンセン                     | オーストラリア | 1981年5月11日（44歳）  |                                  |
| マシュー・ホームズ                   | イギリス       | 1993年12月8日（31歳）  | Madison Genesis                  |
| ラスムス・ビュリエル・イーヴァスン   | デンマーク     | 1997年9月16日（27歳）  |                                  |
| ロジャー・クルーゲ                   | イギリス       | 1986年2月5日（39歳）   |                                  |
| ニコラス・マース                     | ベルギー       | 1986年4月9日（39歳）   |                                  |
| トーマス・マルチンスキー             | ポーランド     | 1984年3月6日（41歳）   |                                  |
| レミー・メルツ                       | ベルギー       | 1995年7月17日（30歳）  |                                  |
| ステファノ・オルダーニ               | イタリア       | 1998年1月10日（27歳）  | Kometa Cycling Team              |
| ヘルベン・タイッセン                 | ベルギー       | 1998年6月21日（27歳）  |                                  |
| トッシュ・ファンデルサンド           | ベルギー       | 1990年11月28日（34歳） |                                  |
| ブライアン・ファンフーテム           | オランダ       | 1991年4月16日（34歳）  |                                  |
| ブレント・ファンムール               | ベルギー       | 1998年1月12日（27歳）  |                                  |
| ハーム・ファンフック                 | ベルギー       | 1997年6月17日（28歳）  |                                  |
| フロリアン・フェルメルシュ (6/1から) | ベルギー       | 1999年4月12日（26歳）  | Lotto–Soudal U23                 |
| イェーレ・ワライス                   | ベルギー       | 1989年5月11日（36歳）  |                                  |
| ティム・ウェレンス                   | ベルギー       | 1991年5月10日（34歳）  |                                  |

| 2019年陣容                         | 2019年陣容     | 2019年陣容             | 2019年陣容                       |
| 選手名                             | 国籍           | 生年月日               | 前年所属チーム                   |
| ---------------------------------- | -------------- | ---------------------- | -------------------------------- |
| サンダー・アルメー                 | ベルギー       | 1985年12月10日（39歳） |                                  |
| ティシュ・ベノート                 | ベルギー       | 1994年3月11日（31歳）  |                                  |
| アダム・ブライス                   | イギリス       | 1989年10月1日（35歳）  | アクア・ブルースポーツ           |
| ヴィクトール・カンペナールツ       | ベルギー       | 1991年10月28日（33歳） |                                  |
| ヤスパー・デ・ブイスト             | ベルギー       | 1993年11月24日（31歳） |                                  |
| トーマス・デ・ヘント               | ベルギー       | 1986年11月6日（38歳）  |                                  |
| スタン・デウルフ                   | ベルギー       | 1997年12月20日（27歳） | Lotto - Soudal U23               |
| カレブ・ユアン                     | オーストラリア | 1994年7月11日（31歳）  | ミッチェルトン・スコット         |
| フレデリク・フリソン               | ベルギー       | 1992年7月28日（32歳）  |                                  |
| カールフレドリック・ハーゲン       | ノルウェー     | 1991年9月26日（33歳）  | Joker Icopal                     |
| アダム・ハンセン                   | オーストラリア | 1981年5月11日（44歳）  |                                  |
| ラスムス・ビュリエル・イーヴァスン | オランダ       | 1991年8月31日（33歳）  | General Store Bottoli Zardini    |
| イェンス・クークレール             | ベルギー       | 1988年11月23日（36歳） |                                  |
| ローガー・クルーゲ                 | イギリス       | 1986年2月5日（39歳）   | ミッチェルトン・スコット         |
| ビョルグ・ランブレヒト             | ベルギー       | 1997年4月2日（28歳）   |                                  |
| ニコラス・マース                   | ベルギー       | 1986年4月9日（39歳）   |                                  |
| トマシュ・マルチィニスキ           | ポーランド     | 1984年3月6日（41歳）   |                                  |
| レミー・マーツ                     | ベルギー       | 1995年7月17日（30歳）  |                                  |
| マキシム・モンフォール             | ベルギー       | 1983年1月14日（42歳）  |                                  |
| ローレンス・ナーセン               | ベルギー       | 1992年8月28日（32歳）  |                                  |
| ヘルベン・テイセン                 | ベルギー       | 1998年6月21日（27歳）  | Lotto - Soudal U23               |
| トッシュ・ファンデルサンド         | ベルギー       | 1990年11月28日（34歳） |                                  |
| ブライアン・ファンフーテン         | オランダ       | 1991年4月16日（34歳）  | Team Roompot–Nederlandse Loterij |
| ブレント・ヴァンムール             | ベルギー       | 1998年1月12日（27歳）  | Lotto - Soudal U23               |
| イェル・ファネンデルト             | ベルギー       | 1985年2月19日（40歳）  |                                  |
| ハーム・ヴァンホウク               | ベルギー       | 1997年6月17日（28歳）  |                                  |
| イェーレ・ワライス                 | ベルギー       | 1989年5月11日（36歳）  |                                  |
| ティム・ウェレンス                 | ベルギー       | 1991年5月10日（34歳）  |                                  |
| エンゾ・ワウテルス                 | ベルギー       | 1996年3月21日（29歳）  |                                  |

| 2018年陣容                   | 2018年陣容     | 2018年陣容             | 2018年陣容                           |
| 選手名                       | 国籍           | 生年月日               | 前年所属チーム                       |
| ---------------------------- | -------------- | ---------------------- | ------------------------------------ |
| サンダー・アルメー           | ベルギー       | 1985年12月10日（39歳） |                                      |
| ラース・バク                 | デンマーク     | 1980年1月16日（45歳）  |                                      |
| ティシュ・ベノート           | ベルギー       | 1994年3月11日（31歳）  |                                      |
| ヴィクトール・カンペナールツ | ベルギー       | 1991年10月28日（33歳） | チーム・ロットNL・ユンボ             |
| ヤスパー・デ・ブイスト       | ベルギー       | 1993年11月24日（31歳） |                                      |
| トーマス・デ・ヘント         | ベルギー       | 1986年11月6日（38歳）  |                                      |
| イェンス・デブシェル         | ベルギー       | 1989年8月28日（35歳）  |                                      |
| フレデリク・フリソン         | ベルギー       | 1992年7月28日（32歳）  |                                      |
| アンドレ・グライペル         | ドイツ         | 1982年7月16日（43歳）  |                                      |
| アダム・ハンセン             | オーストラリア | 1981年5月11日（44歳）  |                                      |
| モレノ・ホフラント           | オランダ       | 1991年8月31日（33歳）  |                                      |
| イェンス・クークレール       | ベルギー       | 1988年11月23日（36歳） | オリカ・スコット                     |
| ビョルグ・ランブレヒト       | ベルギー       | 1997年4月2日（28歳）   | Lotto - Soudal U23                   |
| ニコラス・マース             | ベルギー       | 1986年4月9日（39歳）   |                                      |
| トマシュ・マルチィニスキ     | ポーランド     | 1984年3月6日（41歳）   |                                      |
| レミー・マーツ               | ベルギー       | 1995年7月17日（30歳）  |                                      |
| マキシム・モンフォール       | ベルギー       | 1983年1月14日（42歳）  |                                      |
| ローレンス・ナーセン         | ベルギー       | 1992年8月28日（32歳）  | WBベランクラシック・アクアプロテクト |
| ジェームス・ショー           | イギリス       | 1993年6月13日（32歳）  |                                      |
| マルセル・ジーベルク         | ドイツ         | 1982年4月30日（43歳）  |                                      |
| トッシュ・ファンデルサンド   | ベルギー       | 1990年11月28日（34歳） |                                      |
| イェル・ファネンデルト       | ベルギー       | 1985年2月19日（40歳）  |                                      |
| ハーム・ヴァンホウク         | ベルギー       | 1997年6月17日（28歳）  |                                      |
| イェーレ・ワライス           | ベルギー       |                        |                                      |
| ティム・ウェレンス           | ベルギー       | 1991年5月10日（34歳）  |                                      |
| エンゾ・ワウテルス           | ベルギー       | 1996年3月21日（29歳）  |                                      |

| 2017年陣容                 | 2017年陣容     | 2017年陣容             | 2017年陣容                     | 2017年陣容                            |
| 選手名                     | 国籍           | 生年月日               | 前年所属チーム                 | 翌年所属チーム                        |
| -------------------------- | -------------- | ---------------------- | ------------------------------ | ------------------------------------- |
| サンダー・アルメー         | ベルギー       | 1985年12月10日（39歳） |                                |                                       |
| ラース・バク               | デンマーク     | 1980年1月16日（45歳）  |                                |                                       |
| ティシュ・ビノート         | ベルギー       | 1994年3月11日（31歳）  |                                |                                       |
| クリス・ブックマンス       | ベルギー       | 1987年2月13日（38歳）  |                                | ヴィタルコンセプト サイクリングクラブ |
| ショーン・デ・ビエ         | ベルギー       | 1991年10月3日（33歳）  |                                | ベランダスウィレムス・クレラン        |
| ヤスパー・デ・ブイスト     | ベルギー       | 1993年11月24日（31歳） |                                |                                       |
| バルト・デ・クレルク       | ベルギー       | 1986年8月26日（38歳）  |                                | ワンティ・グループゴベール            |
| トーマス・デ・ヘント       | ベルギー       | 1986年11月6日（38歳）  |                                |                                       |
| イェンス・デブシェル       | ベルギー       | 1989年8月28日（35歳）  |                                |                                       |
| フレデリク・フリソン       | ベルギー       | 1992年7月28日（32歳）  |                                |                                       |
| トニー・ギャロパン         | フランス       | 1988年4月19日（37歳）  |                                | AG2R・ラ・モンディアル                |
| アンドレ・グライペル       | ドイツ         | 1982年7月16日（43歳）  |                                |                                       |
| アダム・ハンセン           | オーストラリア | 1981年5月11日（44歳）  |                                |                                       |
| モレノ・ホフラント         | オランダ       | 1991年8月31日（33歳）  | チーム・ロットNL・ユンボ       |                                       |
| ニコラス・マース           | ベルギー       | 1986年4月9日（39歳）   | エティックス・クイックステップ |                                       |
| トマシュ・マルチィニスキ   | ポーランド     | 1984年3月6日（41歳）   |                                |                                       |
| レミー・マーツ             | ベルギー       | 1995年7月17日（30歳）  | Color Code - Arden 'Beef'      |                                       |
| マキシム・モンフォール     | ベルギー       | 1983年1月14日（42歳）  |                                |                                       |
| ユルヘン・ルランツ         | ベルギー       | 1985年12月10日（39歳） |                                | BMC・レーシングチーム                 |
| ジェームス・ショー         | イギリス       | 1993年6月13日（32歳）  | Lotto - Soudal U23             |                                       |
| マルセル・ジーベルク       | ドイツ         | 1982年4月30日（43歳）  |                                |                                       |
| ラファエル・バルス         | スペイン       | 1987年6月25日（38歳）  |                                | モビスター・チーム                    |
| トッシュ・ファンデルサンド | ベルギー       | 1990年11月28日（34歳） |                                |                                       |
| イェル・ファネンデルト     | ベルギー       | 1985年2月19日（40歳）  |                                |                                       |
| ルイ・ヴルヴァーク         | ベルギー       | 1993年11月6日（31歳）  |                                | チーム・サンウェブ                    |
| イェーレ・ワライス         | ベルギー       | 1989年5月11日（36歳）  |                                |                                       |
| ティム・ウェレンス         | ベルギー       | 1991年5月10日（34歳）  |                                |                                       |
| エンゾ・ワウテルス         | ベルギー       | 1996年3月21日（29歳）  | Lotto - Soudal U23             |                                       |

| 2016年陣容                 | 2016年陣容       | 2016年陣容             | 2016年陣容                                | 2016年陣容                               |
| 選手名                     | 国籍             | 生年月日               | 前年所属チーム                            | 翌年所属チーム                           |
| -------------------------- | ---------------- | ---------------------- | ----------------------------------------- | ---------------------------------------- |
| サンダー・アルメー         | ベルギー         | 1985年12月10日（39歳） |                                           |                                          |
| ラース・バク               | デンマーク       | 1980年1月16日（45歳）  |                                           |                                          |
| ティシュ・ビノート         | ベルギー         | 1994年3月11日（31歳）  |                                           |                                          |
| クリス・ボックマンス       | ベルギー         | 1987年2月13日（38歳）  |                                           |                                          |
| スティグ・ブルークス       | ベルギー         | 1990年5月10日（35歳）  |                                           | 未定                                     |
| ショーン・デ・ビエ         | ベルギー         | 1991年10月3日（33歳）  |                                           |                                          |
| ジャスパー・デブイスト     | ベルギー         | 1993年11月24日（31歳） |                                           |                                          |
| バルト・デ・クレルク       | ベルギー         | 1986年8月26日（38歳）  |                                           |                                          |
| トーマス・デ・ヘント       | ベルギー         | 1986年11月6日（38歳）  |                                           |                                          |
| イェンス・デブシェル       | ベルギー         | 1989年8月28日（35歳）  |                                           |                                          |
| ヘルト・ドックス           | ベルギー         | 1988年7月4日（37歳）   |                                           | 引退                                     |
| フレデリク・フリソン       | ベルギー         | 1992年7月28日（32歳）  | Lotto - Soudal U23                        |                                          |
| トニー・ギャロパン         | フランス         | 1988年4月19日（37歳）  |                                           |                                          |
| アンドレ・グライペル       | ドイツ           | 1982年7月16日（43歳）  |                                           |                                          |
| アダム・ハンセン           | オーストラリア   | 1981年5月11日（44歳）  |                                           |                                          |
| グレッグ・ヘンダーソン     | ニュージーランド | 1976年9月10日（48歳）  |                                           | ユナイテッドヘルスケア                   |
| ピム・リヒトハルト         | オランダ         | 1988年6月16日（37歳）  |                                           | ロームポット・ネーデルランツェロッテリー |
| トマシュ・マルチィニスキ   | ポーランド       | 1984年3月6日（41歳）   | トルクセケルスポル                        |                                          |
| マキシム・モンフォール     | ベルギー         | 1983年1月14日（42歳）  |                                           |                                          |
| ユルヘン・ルランツ         | ベルギー         | 1985年12月10日（39歳） |                                           |                                          |
| マルセル・ジーベルク       | ドイツ           | 1982年4月30日（43歳）  |                                           |                                          |
| ラファエル・バルス         | スペイン         | 1987年6月25日（38歳）  | ランプレ・メリダ                          |                                          |
| トッシュ・ファンデルサンド | ベルギー         | 1990年11月28日（34歳） |                                           |                                          |
| イェル・ファネンデルト     | ベルギー         | 1985年2月19日（40歳）  |                                           |                                          |
| ルイ・ヴルヴァーク         | ベルギー         | 1993年11月6日（31歳）  |                                           |                                          |
| イェーレ・ワライス         | ベルギー         | 1989年5月11日（36歳）  | トップスポルト ヴラーンデレン・バロワーズ |                                          |
| ティム・ウェレンス         | ベルギー         | 1991年5月10日（34歳）  |                                           |                                          |

| 2012年陣容                   | 2012年陣容       | 2012年陣容     | 2012年陣容                                    |
| 選手名                       | 国籍             | 生年月日       | 前年所属チーム                                |
| ---------------------------- | ---------------- | -------------- | --------------------------------------------- |
| ラース・バク                 | デンマーク       | 1980年1月16日  | チーム・HTC - ハイロード                      |
| ガエタン・ビユ               | ベルギー         | 1988年4月6日   | ワロニー・ブリュクセユ - クレディ・アグリコル |
| ブリアン・ビュルハック       | オランダ         | 1988年4月7日   | ダヴォ                                        |
| サンダー・コルデール         | ベルギー         | 1987年11月7日  | コルバ・マーキュリー                          |
| バルト・デ・クレルク         | ベルギー         | 1986年8月26日  |                                               |
| フランシス・デ・フレーフ     | ベルギー         | 1985年2月2日   |                                               |
| ケニー・デハース             | ベルギー         | 1984年11月10日 |                                               |
| イェンス・デビュスヘル       | ベルギー         | 1989年8月28日  |                                               |
| ヘルト・ドックス             | ベルギー         | 1988年7月4日   |                                               |
| アンドレ・グライペル         | ドイツ           | 1982年7月16日  |                                               |
| アダム・ハンセン             | オーストラリア   | 1981年5月11日  |                                               |
| グレッグ・ヘンダーソン       | ニュージーランド | 1976年9月10日  | チーム・スカイ                                |
| オリヴィエ・カイセン         | ベルギー         | 1983年4月30日  |                                               |
| ヒアンニ・メールスマン       | ベルギー         | 1985年12月5日  | FDJ                                           |
| マールテン・ネイエンス       | ベルギー         | 1985年3月1日   |                                               |
| ビセンテ・レイネース         | スペイン         | 1981年7月30日  |                                               |
| フレデリック・ロベルト       | ベルギー         | 1989年1月25日  | クイックステップ                              |
| ユルヘン・ルラントス         | ベルギー         | 1985年7月2日   |                                               |
| マルセル・ジーベルク         | ドイツ           | 1982年4月30日  |                                               |
| メディ・ソラビ               | イラン           | 1981年10月12日 | タブリーズ・ペトロケミカル                    |
| ユルヘン・ファン・デ・ワル   | ベルギー         | 1977年2月9日   |                                               |
| ユルヘン・ファンデンブルック | ベルギー         | 1983年2月1日   |                                               |
| トシュ・ファン・デル・サンド | ベルギー         | 1990年11月28日 | ダヴォ                                        |
| ヨナス・ファン・ヘネフテン   | ベルギー         | 1986年9月16日  | ワロニー・ブリュクセユ - クレディ・アグリコル |
| ヨースト・ファン・レイエン   | オランダ         | 1984年7月20日  | ヴァカンソレイユ・DCM                         |
| デニス・ファネンデルト       | ベルギー         | 1988年6月27日  | 新人                                          |
| イェル・ファネンデルト       | ベルギー         | 1985年2月19日  |                                               |
| フレデリック・ウィレムス     | ベルギー         | 1979年9月8日   |                                               |

| 2011年陣容                       | 2011年陣容     | 2011年陣容     | 2011年陣容                                  |
| 選手名                           | 国籍           | 生年月日       | 前年所属チーム                              |
| -------------------------------- | -------------- | -------------- | ------------------------------------------- |
| マリオ・アールツ                 | ベルギー       | 1974年12月31日 |                                             |
| ヤン・バケランツ                 | ベルギー       | 1986年2月14日  |                                             |
| アダム・ブライス                 | イギリス       | 1989年10月1日  |                                             |
| ダヴィ・ブシェ                   | フランス       | 1980年3月17日  | ラントバウクレディット                      |
| バルト・デ・クレルク             | ベルギー       | 1986年8月26日  | 所属チームなし                              |
| フランシス・デ・グレーフ         | ベルギー       | 1985年2月2日   |                                             |
| ケニー・デハース                 | ベルギー       | 1984年11月10日 |                                             |
| イェンス・デビュッシェル         | ベルギー       | 1989年8月28日  | PWS・エイセン                               |
| ヘルト・ドックス                 | ベルギー       | 1988年7月4日   | チーム・HTC - コロンビア                    |
| フィリップ・ジルベール           | ベルギー       | 1982年7月5日   |                                             |
| アンドレ・グライペル             | ドイツ         | 1982年7月16日  | チーム・HTC - コロンビア                    |
| アダム・ハンセン                 | オーストラリア | 1981年5月11日  | チーム・HTC - コロンビア                    |
| オリビエ・カイセン               | ベルギー       | 1983年4月30日  |                                             |
| セバスティアン・ラング           | ドイツ         | 1979年9月15日  |                                             |
| クラース・ローデヴァイク         | ベルギー       | 1988年3月24日  | トップスポート・フラーンデレン - メルカトル |
| マールテン・ネイエンス           | ベルギー       | 1985年3月1日   | トップスポート・フラーンデレン - メルカトル |
| オスカル・プホル                 | スペイン       | 1983年10月16日 | サーヴェロ・テストチーム                    |
| ビセンテ・レイネス               | スペイン       | 1981年7月30日  | チーム・HTC - コロンビア                    |
| ユルヘン・ルーランツ             | ベルギー       | 1985年7月2日   |                                             |
| マルセル・ジーベルク             | ドイツ         | 1982年4月30日  | チーム・HTC - コロンビア                    |
| ユルヘン・ファン・デ・ワール     | ベルギー       | 1977年2月9日   | クイックステップ                            |
| スヴェン・ファンダウセラール     | ベルギー       | 1988年8月29日  | ヨング・フラーンデレン - バウクネヒト       |
| イェル・ファネンデルト           | ベルギー       | 1985年2月19日  |                                             |
| ユルヘン・ヴァン・デン・ブルック | ベルギー       | 1983年2月1日   |                                             |
| ユシ・ヴァイカネン               | フィンランド   | 1981年3月29日  | フランセーズ・デ・ジュー                    |
| フレデリック・ウィレムス         | ベルギー       | 1979年9月8日   | リクイガス・ドイモ                          |